# パンケ沼
座標: 北緯45度1分54.9秒 東経141度43分0.9秒 / 北緯45.031917度 東経141.716917度

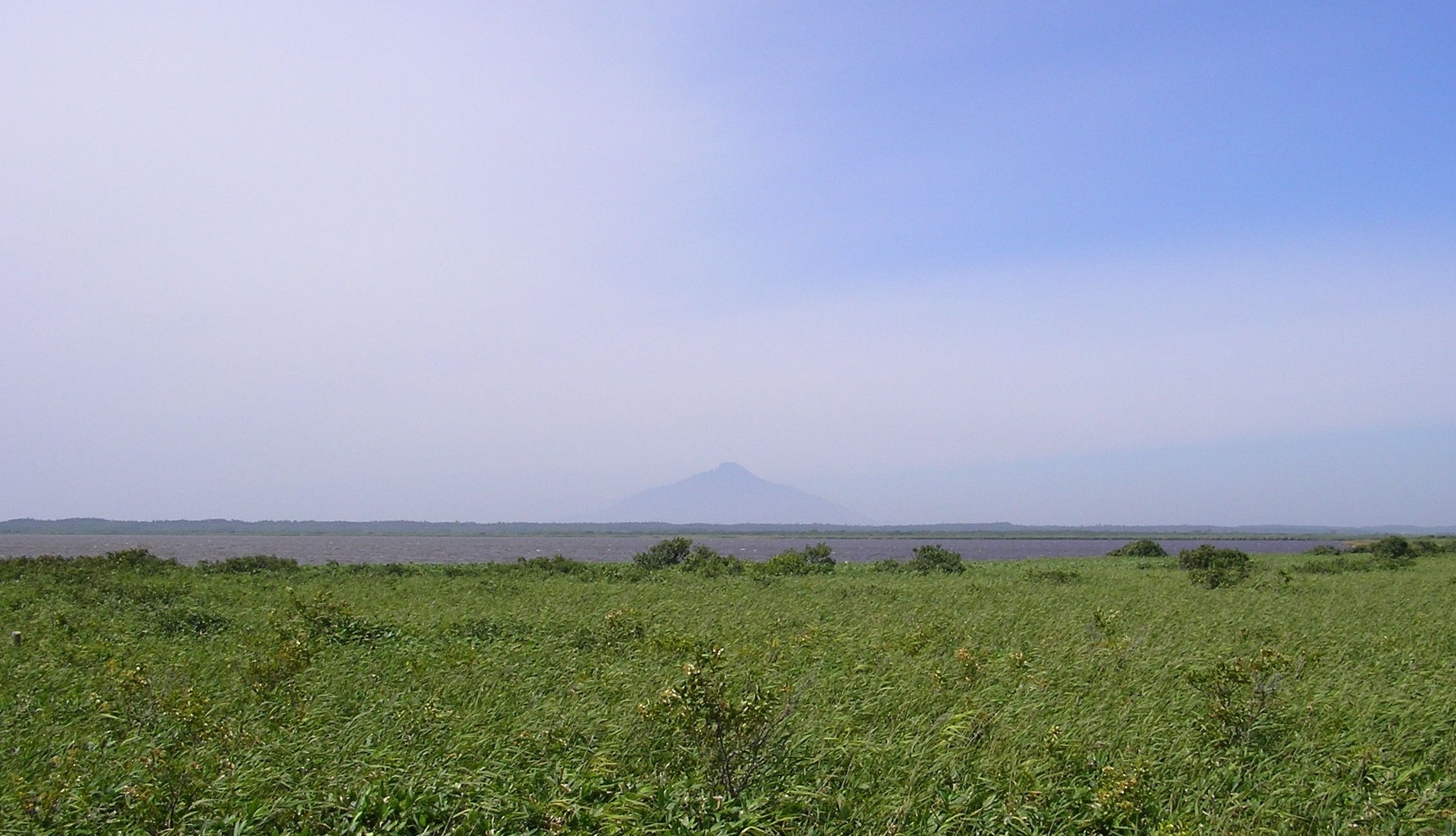
パンケ沼と利尻富士。サロベツ原野の湖沼は泥炭地から滲出した鉄分を含み、赤く濁っている

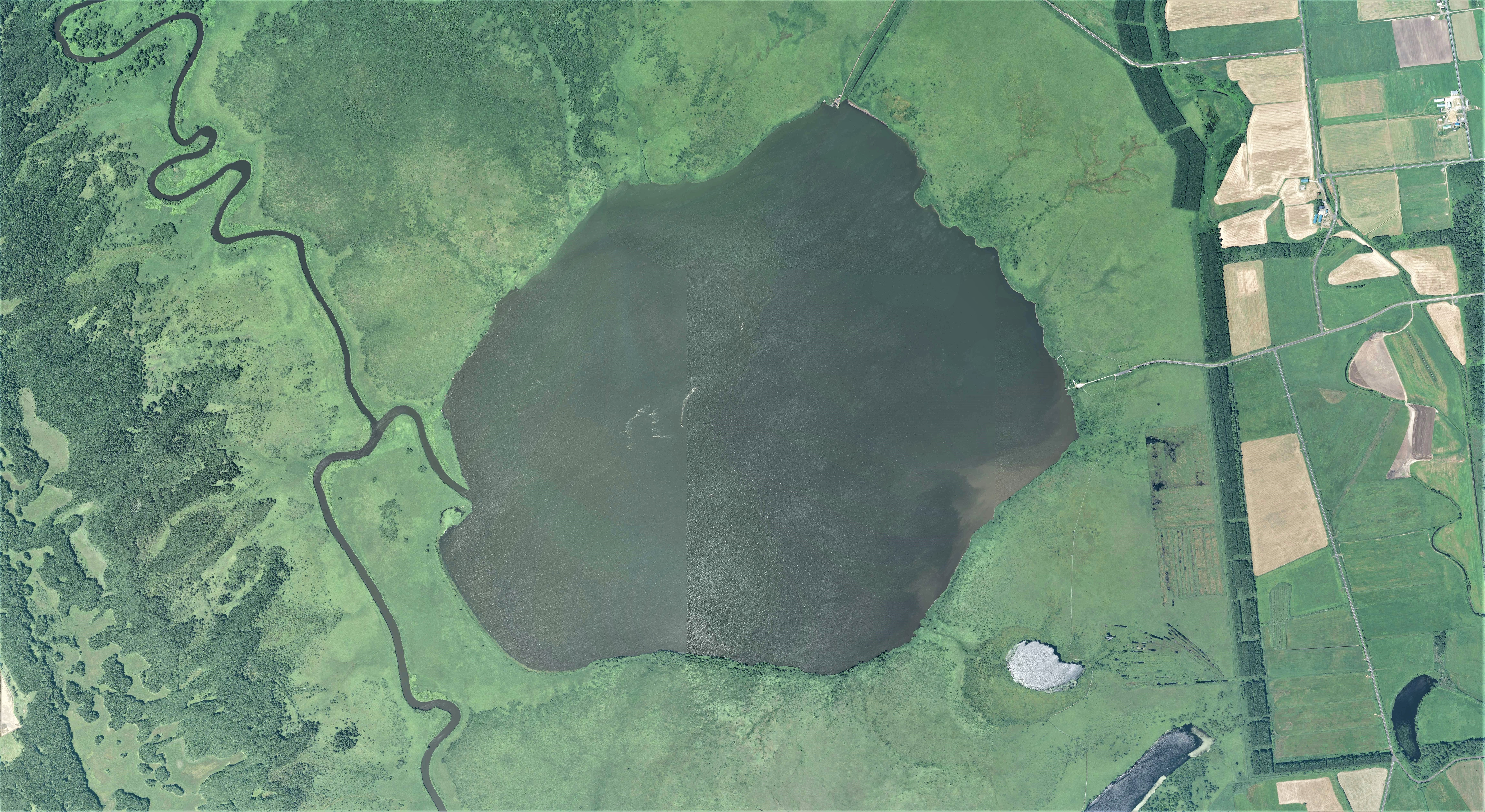
パンケ沼周辺の空中写真。
2017年8月7日撮影の4枚を合成作成。
。

パンケ沼（パンケぬま、パンケトウ）は、北海道幌延町字下沼、サロベツ原野に位置する円形の塩沼（汽水湖）。天塩川の下流域に位置する。水深は約1.8mほどで概して浅く、沼と名付けられているものの、面積は3.55km2もある大きなものである。環境省により、サロベツ原野として日本の重要湿地500に指定され保護されている。

## 名称の由来
サロベツ川の東側にある2つの沼を、アイヌ語でそれぞれ「パンケ･トゥ（panke-to）」（下流側の・沼）、「ペンケ･トゥ（penke-to）」（上流側の・沼、現在のペンケ沼）と呼んだことに由来する。
現在の所在地名である「下沼」は「パンケ･トゥ」を意訳したものである。

## 地形
サロベツ原野の中にあるおおよそ円形の浅い沼である。パンケオンネベツ川が北から流入し、西にサロベツ川につながる短い川が流れ出る。サロベツ川は原野を北から南に流れる幅数十メートルの中規模の川で、パンケ沼との接続点から11.8キロメートル南で本流の天塩川に合流する。天塩川はそこから南に約12キロメートルで日本海に注ぐので、パンケ沼の出口は海から23.8キロメートル遡った地点ということになる。
天塩川とサロベツ川を経由して海水の影響を受ける。パンケ沼の水の塩分量は年平均値は1から4PSU（実用塩分単位。海水は34PSU）の範囲で変動する。塩水の遡上は天塩川河口付近では潮汐にしたがって毎日起きているが、パンケ沼に塩水が入るのは一時的で、塩水が入らない状況が続くと淡水化がすすむ。多いときには19PSUあるが、少ないときは1PSU以下である。

## 生物
湖畔にはいわゆる原生花園という規模ではないがショウジョウバカマ、エゾミソハギ、エゾカンゾウ、ヒメシャクナゲなどの植物が咲く。時期になるとハクチョウなど渡り鳥も観察できるため、散策路が整備され野鳥の観察舎や展望台が設置されている。
魚類はフナ、テツギョなど、貝類はヤマトシジミが生息している。

## 漁業
沼内及び周辺河川は漁業と同資源保護の対象地となっているため、捕獲禁止の措置がとられている。
パンケ沼とサロベツ川はヤマトシジミの生息北限であり、特にパンケ沼は道内ヤマトシジミの有力漁場であった。しかし、1985年に500トンを越えた漁獲量は、2000年代に激減し、2014年を最後に絶えた。
天塩川とサロベツ川の流量が増え、その結果パンケ沼の塩分量が低下したことが原因とされる。近年になって降雨が増え、両河川の流量が増えたため、夏の高温期、すなわちシジミの産卵期に逆流が起きなくなり、生息数が減った、と推定されている。

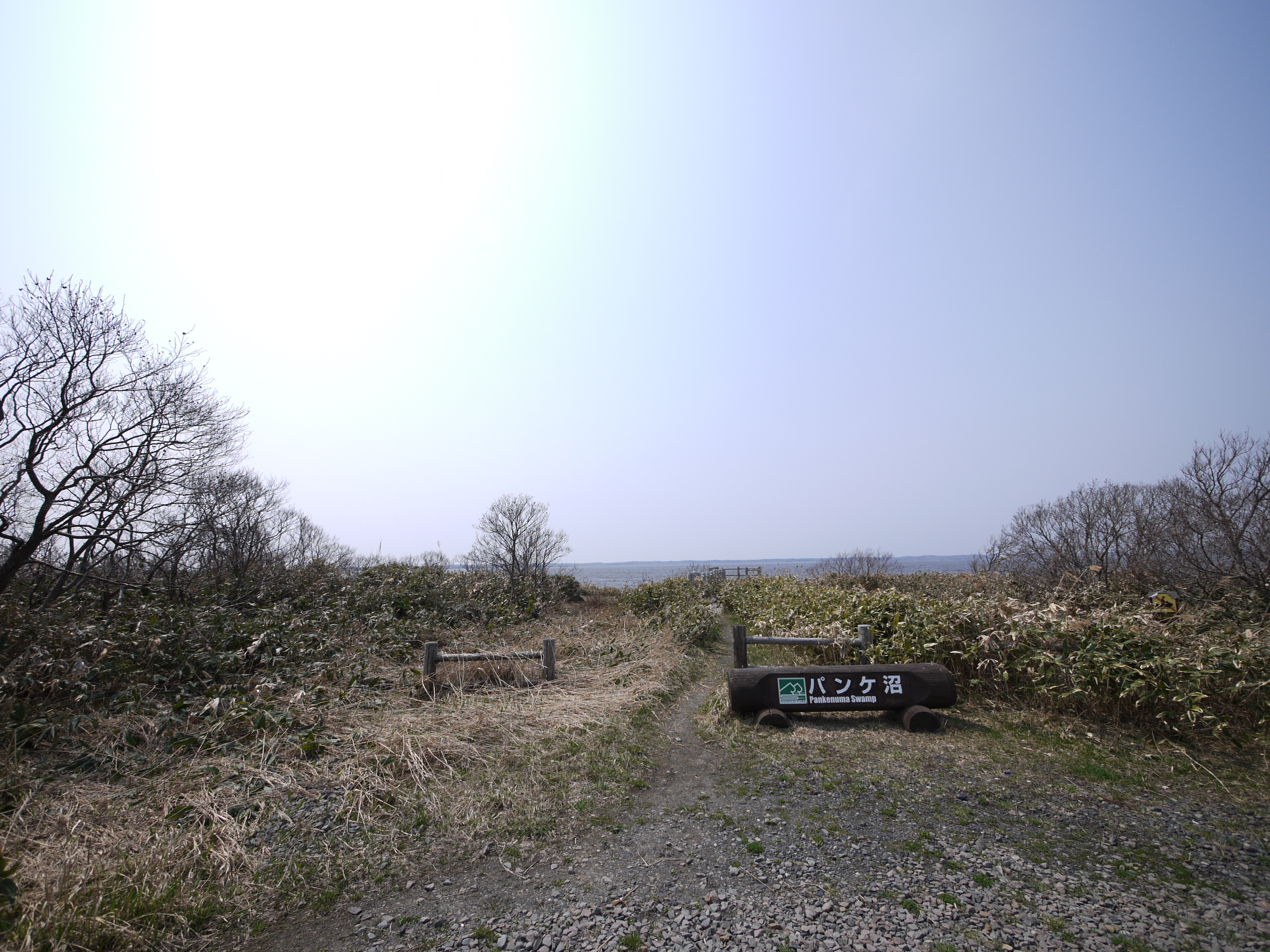
パンケ沼園地（2015年4月）
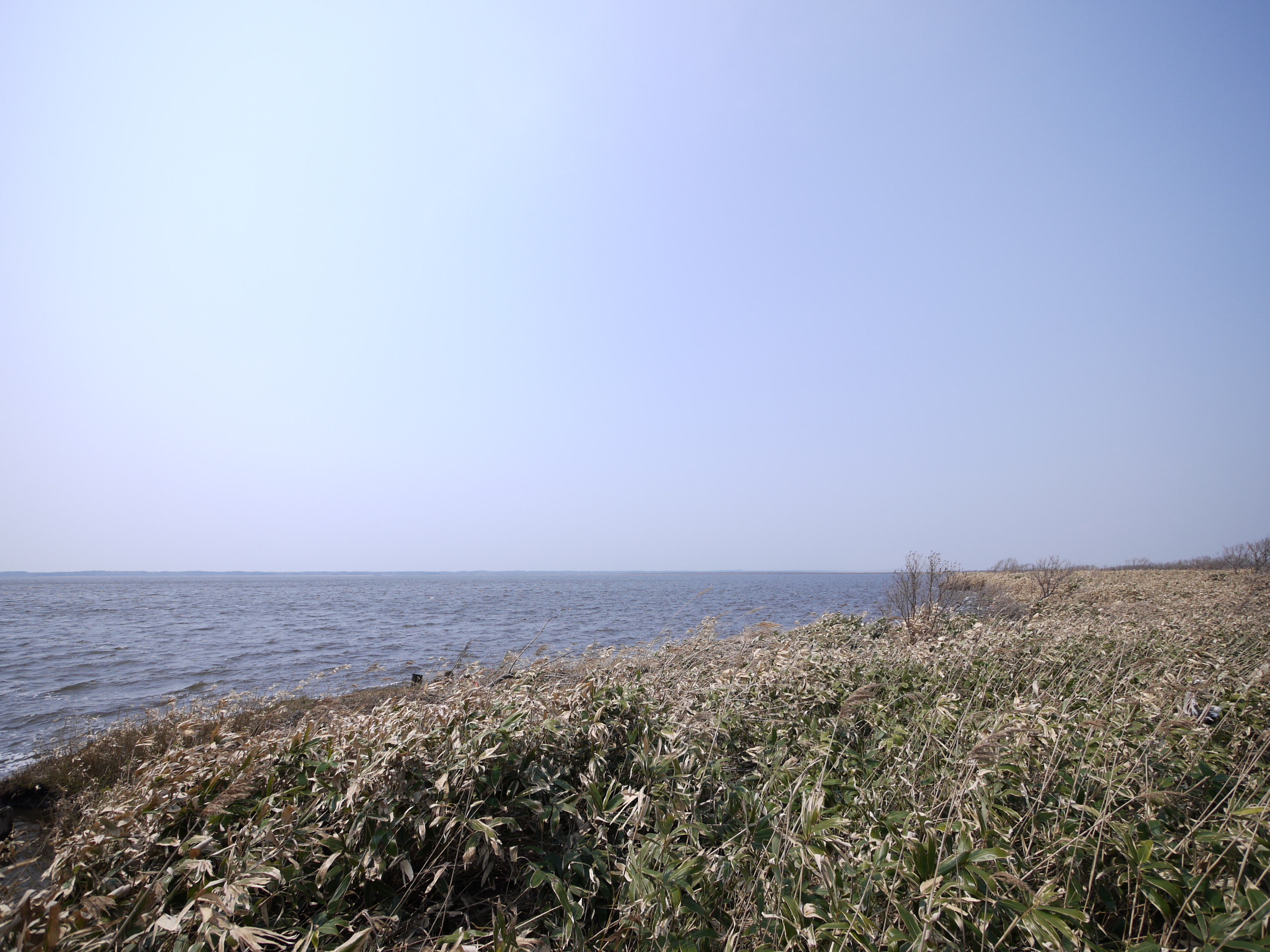
パンケ沼園地付近の眺望（2015年4月）

## アクセス
- 宗谷本線下沼駅より徒歩30分以上。約2.0km
- 国道40号